# Batalion ON „Gorlice”
Gorlicki Batalion Obrony Narodowej (batalion ON „Gorlice”) – pododdział piechoty Wojska Polskiego II RP.

## Historia batalionu
Batalion został sformowany z dniem 31 maja 1939 w Gorlicach i Bieczu, w składzie Podhalańskiej Brygady ON, według etatu batalionu ON typ IV. Pododdział był organizowany w oparciu o 491 Obwód Przysposobienia Wojskowego. Oddziałem gospodarczym dla nowo utworzonego oddziału był 16 pułk piechoty w Tarnowie. Pod względem mobilizacji materiałowej przydzielony do 1 pułku strzelców podhalańskich w Nowym Sączu. Batalion nie otrzymał działek przeciwpancernych oraz połowy z należnych ciężkich karabinów maszynowych (3 ckm zamiast 6 przysługujących). Karabiny francuskie zostały wymienione na niemieckie. Dostarczono jeden moździerz, brakowało hełmów, bagnetów i łopatek saperskich. W sierpniu 1939 przydzielono ręczne karabiny maszynowe w zamian za ckm.
W czerwcu 1939 rozpoczęto szkolenie doraźne, natomiast w lipcu i sierpniu przeprowadzone zostały planowe ćwiczenia okresowe w rejonie przewidywanych działań obronnych.
W trzeciej dekadzie sierpnia 1939 roku, zarządzeniem komendanta Garnizonu Gorlice majora Łepkowskiego i burmistrza miasta została powołana ochotnicza 4 kompania batalionu ON „Gorlice”, składająca się z uczniów gorlickiego gimnazjum i uczniów szkół średnich w powiecie. Zwerbowano 118 rekrutów, którzy w większości byli członkami Związku Strzeleckiego i przeszli szkolenie w Przysposobieniu Wojskowym. Dowódcą kompanii został mieszkaniec Glinika porucznik Adam Marcinkiewicz. Po złożeniu przysięgi kompania została włączona w skład batalionu powiększając jego liczebność do 620 żołnierzy.
W kampanii wrześniowej 1939 roku baon walczył w składzie 2 Brygady Górskiej Strzelców, która broniła odcinka od Czorsztyna do Przełęczy Beskid (ok. 80 km). Batalion ON „Gorlice” odpowiadał za pododcinek wschodni, który ciągnął się od Gładyszowa przez Zborów-Konieczną do Gorlic.
5 września 1939 pod Hańczową i Gładyszowem batalion odpierał ataki oddziałów rozpoznawczych niemieckiej 1 Dywizji Górskiej.

## Obsada personalna
- dowódca – kpt. Stanisław Czwiertnia[8]
- dowódca kompanii ON „Gorlice I” – kpt. Józef Fryzel
- dowódca kompanii ON „Gorlice II” – por. rez. Jan Pabis
- dowódca kompanii ON „Biecz” – ppor. rez. Mieczysław Burczyk †1940 Charków[9]
- dowódca kompanii ochotniczej – por. Adam Marcinkiewicz